# Chitala
Chitala – rodzaj słodkowodnych ryb kostnojęzykokształtnych z rodziny brzeszczotkowatych (Notopteridae).

## Występowanie
Występują w wodach Azji Południowej (Pakistan, Bangladesz i Indie) i Azji Południowo-Wschodniej (Malezja, Tajlandia, Laos, Kambodża, Nepal, Wietnam i Indonezja).

## Cechy charakterystyczne
Grzbietowa część czaszki jest wklęsła. Największe gatunki dorastają do 1,5 m (Chitala lopis).

## Klasyfikacja
Gatunki zaliczane do tego rodzaju:
- Chitala blanci
- Chitala borneensis
- Chitala chitala – brzeszczotek czarnoplamy[4]
- Chitala hypselonotus
- Chitala lopis
- Chitala ornata

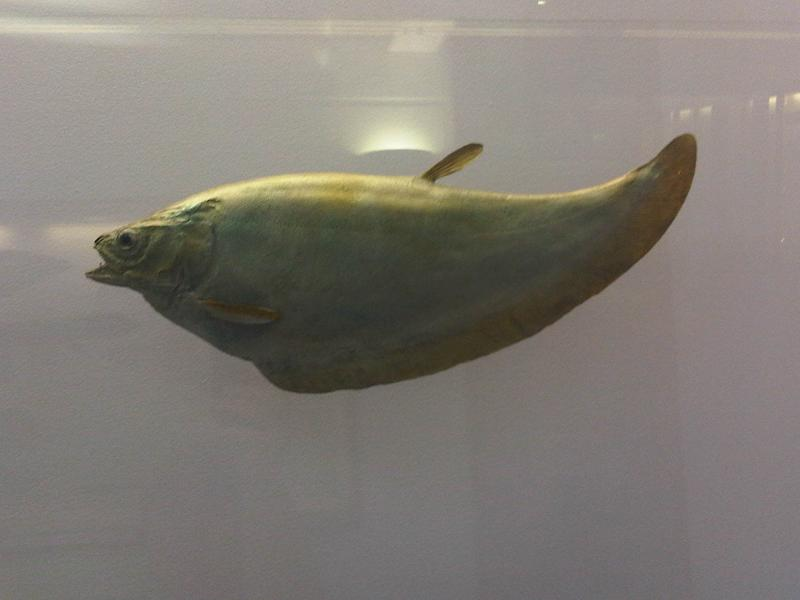
Chitala chitala